# Conventie van Kanagawa

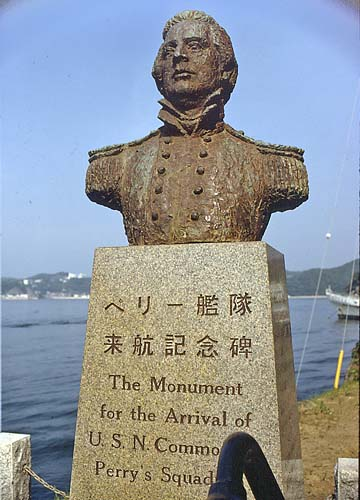
Borstbeeld van Matthew Perry in Shimoda

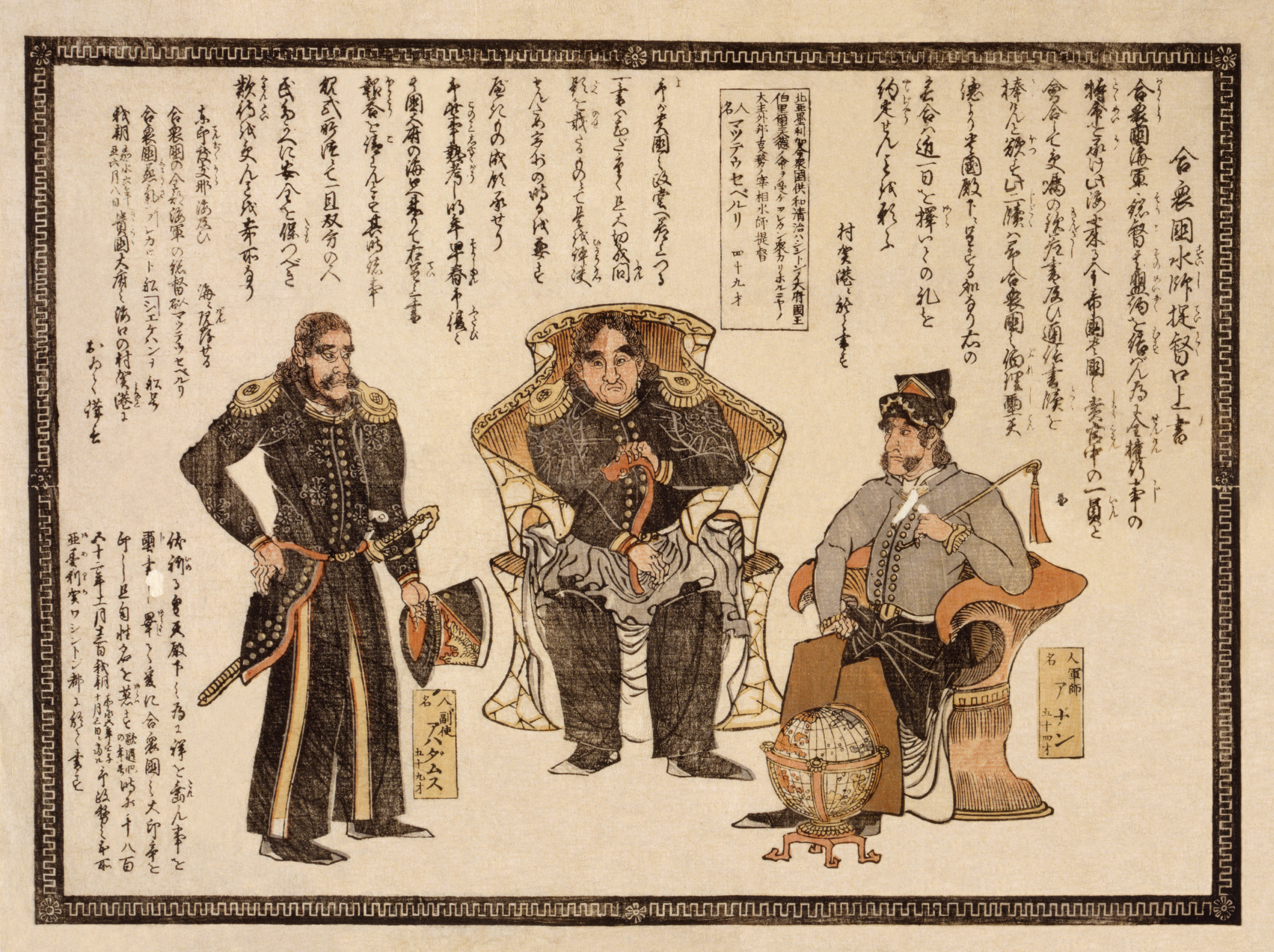
Japanse prent van Perry (midden) en andere Amerikaanse zeelui.

De Conventie van Kanagawa (日米和親条約, Nichibei Washin Jōyaku), ook wel bekend als het Kanagawa-verdrag (神奈川条約, Kanagawa Jōyaku), was een verdrag dat op 31 maart 1854 werd afgesloten tussen commodore Matthew C. Perry van de U.S. Navy en het Japanse Keizerrijk. Het verdrag maakte dat de Japanse havens van Shimoda en Hakodate voortaan open zouden worden gesteld voor niet-Japanse schepen. Ook werd in het verdrag de veiligheid van Amerikaanse schipbreukelingen geregeld.
Het verdrag was een ongelijk verdrag, dat aan Japan werd opgedrongen door de Verenigde Staten. Het maakte een einde aan een periode van ruim tweehonderd jaar waarin Japan nauwelijks toegankelijk was voor buitenlanders.
Toen hij het verdrag kwam bespreken, wilde Perry eerst niets weten van Japanse officials; hij eiste een direct gesprek met het Japanse staatshoofd. Destijds was shogun Tokugawa Ieyoshi de de-facto leider van Japan; het was uit den boze dat de keizer zelf met buitenlanders zou spreken of onderhandelen. Uiteindelijk sloot Perry het verdrag met vertegenwoordigers van de shogun, en niet met de keizer zelf.
Het verdrag leidde tot een burgeroorlog in Japan, die onder andere het Bombardement van Shimonoseki tot gevolg had. Dit werd opgelost in 1867 met de Meiji-restauratie.
Het verdrag werd opgevolgd door het Verdrag van Vriendschap en Handel, het "Harris-verdrag" van 1858.
Soortgelijke verdragen werden ook gesloten met Rusland, Frankrijk en het Verenigd Koninkrijk.